# Opbrud (eksperimentalfilm)
 For alternative betydninger, se Opbrud. (Se også artikler, som begynder med Opbrud)
Opbrud er en dansk eksperimentalfilm fra 1968 instrueret af Helge Ernst og efter manuskript af Palle Nielsen og Helge Ernst.

## Handling
Grundlaget for filmen er en serie originaltegninger med fællestitlen 'Opbrud', tegnet af Palle Nielsen fra efteråret 1965 til begyndelsen af 1966. Der er mennesker på flugt fra en katastrofe, som allerede har indhentet dem, mennesker slynget til jorden som af et kæmpeslag, kravlende, krybende, altid med ansigterne rædselsslagent vendt imod himlen, mens hele byer styrter sammen om dem. Der er en stum, navnløs rædsel om disse ansigter, som skriger uden lyd.